# 郭炳聯
郭炳聯（Raymond Kwok，1953年4月20日—），男，广东石岐人，加拿大籍香港企業家富豪，香港永久居民，郭得勝的幼子，郭炳湘及郭炳江的弟弟，家族以雜貨批發起家，掌控新鴻基地產發展有限公司。

## 生平
郭炳聯籍貫廣東省中山石岐，為現任新鴻基地產發展有限公司董事局主席兼董事總經理、新意網集團董事會主席兼行政總裁，並為數碼通電訊集團董事局主席，亦是九龍巴士控股有限公司之董事、渣打銀行的獨立非執行董事、三號幹線（郊野公園段）有限公司和機場空運中心有限公司之董事。
早年，郭炳聯曾遠赴英國及美國升學，並獲得劍橋大學法律系碩士學位、哈佛大學工商管理碩士學位、香港公開大學榮譽工商管理博士學位及香港中文大學榮譽法學博士學位。
在公職方面，他為證券及期貨事務監察委員會非執行董事，同時出任香港地產建設商會董事、香港總商會理事、香港港口發展局成員、警察子弟教育信託基金、警察教育及福利信託基金主席、一國兩制研究中心有限公司顧問委員會委員、美國耶魯大學校長委派國際事務委員會及哈佛商學院亞洲顧問委員會成員。自1994年起出任香港中文大學校董；1997至1999年出任大學司庫；1999年起更復出任大學校董會副主席、第十三届全国政协委员。

## 家庭成員
- 太太：劉寶賜（Helen）
- 兒子：郭顥澧（Edward，患有眼疾）（1981年－）
- 兒子：郭基泓（Christopher）（1986年－）
- 女兒：郭瑜汶

## 涉嫌賄賂被捕
2012年3月29日，香港廉政公署邀請新鴻基地產董事局聯席主席郭炳江、郭炳聯，與及前政務司司長許仕仁到廉署總部協助調查一宗貪污案，同日傍晚，廉政公署正式宣佈拘捕三人。
2014年12月19日，郭炳聯在高等法院獲陪審團裁定其涉及的四條罪全部不成立，當庭釋放。郭炳聯是本宗案件五名被告中唯一獲洗脫全部罪名的被告。

## 外部連結
- 新鴻基地產發展有限公司:董事及行政架構
- 閱讀創作比賽評審
- 新鴻基地產官方網站（页面存档备份，存于）